# Апеляційний суд Вінницької області
Апеляційний суд Вінницької області — колишній загальний суд апеляційної (другої) інстанції, розташований в місті Вінниці, юрисдикція якого поширювалася на Вінницьку область.
Апеляційний суд Вінницької області діяв на підставі Указу Президента України від 20 травня 2011 року № 591/2011 «Питання мережі місцевих загальних та апеляційних судів».
Суд здійснював правосуддя до початку роботи Вінницького апеляційного суду, що відбулося 12 листопада 2018 року.

### Структура
В суді працювали 36 суддів, створено дві судові палати:
1. у цивільних справах;
2. у кримінальних справах.

Функціонували шість відділів.

### Керівництво
| Посада                | ПІБ                          | Графік прийому                      |
| --------------------- | ---------------------------- | ----------------------------------- |
| Голова суду           | Кучевський Петро Васильович  | перший понеділок місяця 10.00—12.00 |
| Заступник Голови суду | Панасюк Олександр Сергійович | третій понеділок місяця 10.00—12.00 |
| Керівник апарату      | Король Наталя Петрівна       |                                     |

## Реквізити
Апеляційний суд Вінницької області

Логотип суду

Адреса: 21050, м. Вінниця, вул. Соборна, 6
Вебсайт: http://vna.court.gov.ua/sud0290 [Архівовано 23 травня 2014 у Wayback Machine.]

## Показники діяльності у 2015 році
У 2015 році перебувало на розгляді 9264 справ і матеріалів (у тому числі 547 нерозглянутих на початок періоду). Розглянуто 8695 справ і матеріалів.
Кількість скасованих судових рішень — 281 (66.74 %).
Середня кількість розглянутих справ на одного суддю — 164,05.